# Martin Dücker
Martin Dücker (* 1951 in Essen) ist ein deutscher römisch-katholischer Kirchenmusiker und Sänger.

## Leben
Dücker, der an den Musikhochschulen Essen und Düsseldorf studierte, wurde 1993 zum Dommusikdirektor an der Konkathedrale St. Eberhard in Stuttgart berufen. Er gründete dort 1994 die Mädchenkantorei, die Schola Gregoriana und die Domkapelle. Neben Dozentenaufgaben an der Musikhochschule Stuttgart ist Dücker auch Co-Autor mehrerer chorliterarischer Werke. 2007 wurde er zum Domkapellmeister ernannt. Im Sommer 2016 übergab er sein Amt an Christian Weiherer.

## Veröffentlichungen
- Wolfgang Bretschneider, Matthias Kreuels, Martin Dücker: Chorbuch Ostern. Chorpartitur. ISMN 979-0-00708912-2 (Suche im DNB-Portal).
- Jürgen Essl, Matthias Kreuels, Martin Dücker: Freiburger Chorbuch. ISMN 979-0-00700644-0 (Suche im WorldCat).